# Українсько-словенські відносини
Українсько-словенські відносини — це двосторонні відносини між Україною та Словенією у галузі міжнародної політики, зокрема, економіки, освіти, науки, культури тощо.
Словенія визнала незалежність України 11 грудня 1991 року, дипломатичні відносини встановлено через три місяці, 10 березня 1992 року. 2004 року в Любляні Україна відкрила Посольство України в Словенії, Посольство Словенії в Україні відкрито у квітні 2004 року в Києві, до того його завдання виконувало Посольство Республіки Словенія в Будапешті.